# Rorsman

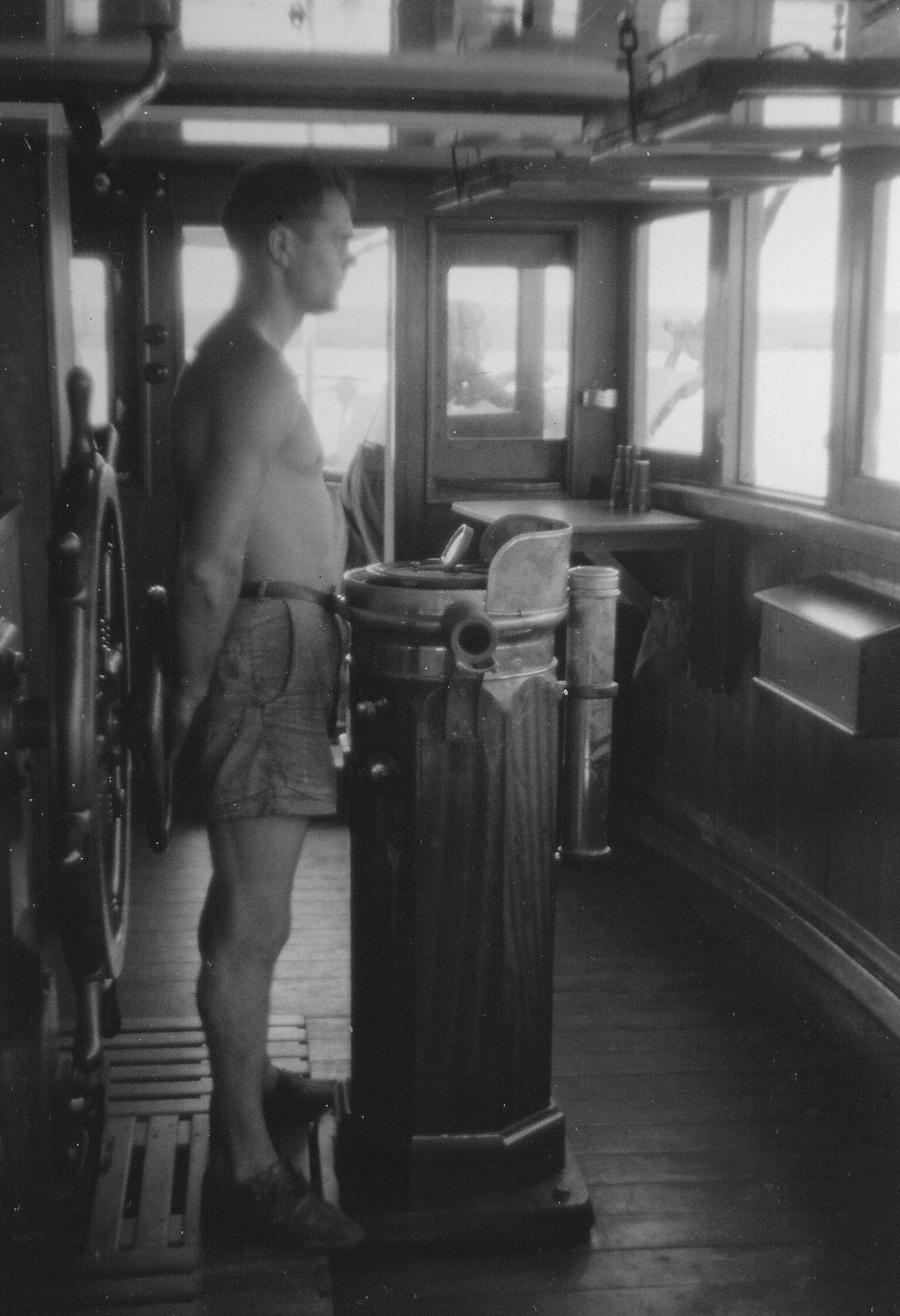
Sjöman som rorsman på ett lastfartyg, 1956

En rorsman eller rorgängare är den som styr en båt eller ett fartyg och ansvarar för att hålla kursen efter befäls anvisningar. 
Rorsmän i yrkesmässig trafik tjänstgör i vakter som kan vara fyra eller sex timmar per vaktpass.[källa behövs] Rorsmannen styr fartyget med en rorkult eller ratt via roderknuten och stållinor eller kedja till rodret. På ett modernt fartyg används ofta en styrspak (ofta används det engelska begreppet joystick) med elektrisk överföring till styrmotorer intill rodret. 
Rorsmannen tar emot order från ett befäl (om sådant finns) som till exempel en styrman.